# SET50 Index
Le SET50 Index est un indice boursier de la bourse de Bangkok composé des 50 principales capitalisations boursières du pays. Il a été créé en août 1995.

## Composition
Au 21 juin 2011, l'indice  se composait des titres suivants:
| Symbole   | Société                                   | Poids indiciel | Secteur                       |
| --------- | ----------------------------------------- | -------------- | ----------------------------- |
| ADVANC TB | Advanced Info Service                     | 4.75 %         | Télécommunications            |
| AOT TB    | Airports of Thailand                      | 0.76 %         | Industrie                     |
| BANPU TB  | Banpu                                     | 2.99 %         | Énergie                       |
| BAY TB    | Bank of Ayudhya                           | 2.51 %         | Finance                       |
| BBL TB    | Bangkok Bank                              | 4.41 %         | Finance                       |
| BEC TB    | BEC World                                 | 1.05 %         | Consommation cyclique         |
| BGH TB    | Bangkok Dusit Medical Services            | 1.2 %          | Santé                         |
| BH TB     | Bumrungrad Hospital                       | 0.4 %          | Santé                         |
| BIGC TB   | Big C Supercenter                         | 1.08 %         | Consommation non cyclique     |
| BLA TB    | Bangkok Life Assurance                    | 0.83 %         | Finance                       |
| BTS TB    | BTS Group Holdings                        | 0.59 %         | Industrie                     |
| CPALL TB  | CP ALL                                    | 2.95 %         | Consommation non cyclique     |
| CPF TB    | Charoen Pokphand Foods                    | 3.31 %         | Consommation non cyclique     |
| CPN TB    | Central Pattana                           | 0.98 %         | Finance                       |
| DCC TB    | Dynasty Ceramic                           | 0.31 %         | Industrie                     |
| DELTA TB  | Delta Electronics Thai                    | 0.47 %         | Technologies de l'information |
| DTAC TB   | Total Access Communication                | 2.04 %         | Télécommunications            |
| EGCO TB   | Electricity Generating                    | 0.73 %         | Services aux collectivités    |
| ESSO TB   | Esso Thailand                             | 0.59 %         | Énergie                       |
| GLOW TB   | Glow Energy                               | 1.12 %         | Services aux collectivités    |
| HMPRO TB  | Home Product Center                       | 0.62 %         | Consommation cyclique         |
| IRPC TB   | IRPC                                      | 1.7 %          | Énergie                       |
| IVL TB    | Indorama Ventures                         | 3.35 %         | Matériaux                     |
| KBANK TB  | Kasikornbank                              | 4.24 %         | Finance                       |
| KK TB     | Kiatnakin Bank                            | 0.32 %         | Finance                       |
| KTB TB    | Krung Thai Bank                           | 3.01 %         | Finance                       |
| LH TB     | Land and Houses                           | 0.87 %         | Finance                       |
| MAKRO TB  | Siam Makro                                | 0.68 %         | Consommation non cyclique     |
| MINT TB   | Minor International                       | 0.56 %         | Consommation cyclique         |
| PS TB     | Pruksa Real Estate                        | 0.59 %         | Finance                       |
| PTT TB    | PTT                                       | 14.56 %        | Énergie                       |
| PTTAR TB  | PTT Aromatics & Refining                  | 1.72 %         | Énergie                       |
| PTTCH TB  | PTT Chemical                              | 3.48 %         | Matériaux                     |
| PTTEP TB  | PTT Exploration & Production              | 8.63 %         | Énergie                       |
| RATCH TB  | Ratchaburi Electricity Generating Holding | 0.94 %         | Services aux collectivités    |
| ROBINS TB | Robinson Department Store                 | 0.52 %         | Consommation cyclique         |
| SCB TB    | Siam Commercial Bank                      | 5.5 %          | Finance                       |
| SCC TB    | Siam Cement                               | 6.24 %         | Matériaux                     |
| SCCC TB   | Siam City Cement                          | 0.75 %         | Matériaux                     |
| SSI TB    | Sahaviriya Steel Industries               | 0.32 %         | Matériaux                     |
| STA TB    | Sri Trang Agro-Industry                   | 0.53 %         | Consommation cyclique         |
| TCAP TB   | Thanachart Capital                        | 0.57 %         | Finance                       |
| THAI TB   | Thai Airways International                | 0.96 %         | Industrie                     |
| TISCO TB  | Tisco Financial Group                     | 0.41 %         | Finance                       |
| TMB TB    | TMB Bank                                  | 1.32 %         | Finance                       |
| TOP TB    | Thai Oil                                  | 2.26 %         | Énergie                       |
| TPIPL TB  | TPI Polene                                | 0.37 %         | Matériaux                     |
| TRUE TB   | True Corp                                 | 0.86 %         | Télécommunications            |
| TTW TB    | Thai Tap Water Supply                     | 0.33 %         | Services aux collectivités    |
| TUF TB    | Thai Union Frozen Products                | 0.7 %          | Consommation non cyclique     |